# Super Rugby 2020
Super Rugby 2020 war die zehnte Ausgabe von Super Rugby, einem Rugby-Union-Wettbewerb, an welchem 15 Franchise-Mannschaften aus Australien, Neuseeland und Südafrika, sowie Argentinien und Japan teilnahmen. Zusammen mit den Vorgängerwettbewerben handelte es sich um die 25. Ausgabe.
Die Regular Season begann am 31. Januar 2020 und hätte am 30. Mai enden sollen. Nachdem jedes Team mehrere Runden absolviert hatte, musste die Saison jedoch am 15. März wegen des Ausbruchs der COVID-19-Pandemie abgebrochen werden. Die internationalen Reisebeschränkungen machten einen geregelten Spielbetrieb unmöglich, so dass kein Meistertitel vergeben werden konnte. Nach mehreren Monaten Pause fanden Ersatzturniere statt: Super Rugby Aotearoa in Neuseeland, Super Rugby AU in Australien und Super Rugby Unlocked in Südafrika.

## Modus
Jedes Mannschaft hätte in der regulären Saison 16 Spiele nach folgendem System absolvieren sollen:
- Innerhalb der eigenen Conference: Jeweils ein Heim- und ein Auswärtsspiel gegen die anderen vier Mannschaften
- Übrige Spiele: Je 4 Heim- oder Auswärtsspiele gegen Teams aus den beiden anderen Conferences

Die drei bestplatzierten Teams der drei Conferences sowie die fünf nächstklassierten Teams (Wildcard), basierend auf den erzielten Punkten (Gesamttabelle), hätten gemäß folgender Einteilung in die Playoffs einziehen sollen:
- Ränge 1–3: Conference-Sieger, sortiert anhand ihrer Punktzahlen aus der regulären Saison
- Rang 4: Bestes Wildcard-Team, basierend auf der Anzahl der Punkte aus der regulären Saison. Bei Punktegleichstand Ende der Saison gelten folgende Kriterien in der angegebenen Reihenfolge: 1. Anzahl der Siege, 2. Differenz der Spielpunkte, 3. Anzahl der Versuche, 4. Differenz der Versuche, 5. Münzwurf.
- Ränge 5–8: Wildcard-Teams, sortiert anhand der Anzahl der Punkte aus der regulären Saison. Bei Punktegleichstand Ende der Saison gelten folgende Kriterien in der angegebenen Reihenfolge: 1. Anzahl der Siege, 2. Differenz der Spielpunkte, 3. Anzahl der Versuche, 4. Differenz der Versuche, 5. Münzwurf.

| Viertelfinale 1: 1 gg. 8 | Viertelfinale 2: 4 gg. 5 | Viertelfinale 3: 2 gg. 7 | Viertelfinale 4: 3 gg. 6 |
| Halbfinale 1             | Halbfinale 1             | Halbfinale 2             | Halbfinale 2             |
| Finale                   |                          |                          |                          |

## Auswirkungen der Pandemie
Aufgrund der sich ausbreitenden COVID-19-Pandemie fiel der Beschluss, zwei Spiele der Sunwolves von Japan nach Australien zu verlegen. Am 12. März wurde bekanntgegeben, dass die Fans zwar weiterhin zu den Spielen an diesem Wochenende zugelassen würden, künftige Spiele in Australien jedoch unter Ausschluss der Öffentlichkeit ausgetragen werden sollten. Am 14. März ordneten die neuseeländischen Behörden an, dass alle Reisenden, die von außerhalb der Pazifikinseln ins Land kommen, bei ihrer Ankunft für 14 Tage eine Isolationspflicht erfüllen müssen. Da dies den Spielbetrieb logistisch erschwert hätte, beschloss die Organisation SANZAAR, die Saison nach Abschluss der siebten Spielrunde auf unbestimmte Zeit auszusetzen.
Nach der Aussetzung schlugen SANZAAR und die Verbände regionale Turniere vor, um die abgesagten Super-Rugby-Spiele zu ersetzen. Am 6. Mai gab New Zealand Rugby bekannt, dass am 13. Juni ein Wettbewerb namens Super Rugby Aotearoa mit den fünf neuseeländischen Teams beginnen wird. Geplant waren 20 Spiele in zehn Wochen. Am 27. Mai bestätigte Rugby Australia die Austragung von Super Rugby AU ab 3. Juli, bestehend aus den vier australischen Franchises und dem Team Western Force, das bis 2017 an Super Rugby teilgenommen hatte. Die Sunwolves hätten ebenfalls in Australien spielen sollen, konnten dies aber aufgrund von Reisebeschränkungen nicht tun. Am 1. Juni folgte die Auflösung des Teams, zumal ursprünglich am Ende der Saison ohnehin der Rückzug geplant war. Schließlich kündigte die South African Union am 16. September den Wettbewerb Super Rugby Unlocked an, bestehend aus den vier südafrikanischen Super-Rugby-Franchises, den Cheetahs aus der Pro14 sowie den Griquas und den Pumas aus dem Currie Cup.

## Ergebnisse

### Gesamttabelle
|     | Team        | Spiele | Siege | Unent. | Ndlg. | Spiel- punkte | Diff. | Bonus- punkte | Tabellen- punkte |
| --- | ----------- | ------ | ----- | ------ | ----- | ------------- | ----- | ------------- | ---------------- |
| 01. | Sharks      | 7      | 6     | 0      | 1     | 213:153       | + 60  | 0             | 24               |
| 02. | Brumbies    | 6      | 5     | 0      | 1     | 208:115       | + 93  | 3             | 23               |
| 03. | Crusaders   | 6      | 5     | 0      | 1     | 189:105       | + 84  | 3             | 23               |
| 04. | Blues       | 7      | 5     | 0      | 2     | 192:134       | + 58  | 2             | 22               |
| 05. | Chiefs      | 6      | 4     | 0      | 2     | 194:128       | + 66  | 3             | 19               |
| 06. | Hurricanes  | 6      | 4     | 0      | 2     | 168:135       | + 33  | 1             | 17               |
| 07. | Stormers    | 6      | 4     | 0      | 2     | 118:94        | + 24  | 1             | 17               |
| 08. | Jaguares    | 7      | 3     | 1      | 3     | 169:135       | + 34  | 3             | 17               |
| 09. | Rebels      | 6      | 3     | 0      | 3     | 166:160       | + 6   | 1             | 13               |
| 10. | Reds        | 7      | 2     | 0      | 5     | 219:176       | + 43  | 5             | 13               |
| 11. | Highlanders | 6      | 1     | 1      | 4     | 91:163        | − 72  | 1             | 7                |
| 12. | Bulls       | 6      | 1     | 0      | 5     | 115:152       | − 37  | 2             | 6                |
| 13. | Lions       | 6      | 1     | 0      | 5     | 109:200       | − 91  | 1             | 5                |
| 14. | Waratahs    | 6      | 1     | 0      | 5     | 104:214       | − 110 | 1             | 5                |
| 15. | Sunwolves   | 6      | 1     | 0      | 5     | 101:292       | − 191 | 0             | 4                |

### Australische Conference
|     | Team      | Spiele | Siege | Unent. | Ndlg. | Spiel- punkte | Diff. | Bonus- punkte | Tabellen- punkte |
| --- | --------- | ------ | ----- | ------ | ----- | ------------- | ----- | ------------- | ---------------- |
| 01. | Brumbies  | 5      | 4     | 0      | 1     | 161:101       | + 60  | 2             | 18               |
| 02. | Rebels    | 6      | 3     | 0      | 3     | 166:160       | + 6   | 1             | 13               |
| 03. | Reds      | 7      | 2     | 0      | 5     | 219:176       | + 43  | 5             | 13               |
| 03. | Waratahs  | 5      | 1     | 0      | 4     | 90:167        | − 77  | 1             | 5                |
| 05. | Sunwolves | 5      | 1     | 0      | 4     | 87:243        | − 156 | 0             | 4                |

### Neuseeländische Conference
|     | Team        | Spiele | Siege | Unent. | Ndlg. | Spiel- punkte | Diff. | Bonus- punkte | Tabellen- punkte |
| --- | ----------- | ------ | ----- | ------ | ----- | ------------- | ----- | ------------- | ---------------- |
| 01. | Crusaders   | 6      | 5     | 0      | 1     | 189:105       | + 84  | 3             | 23               |
| 02. | Blues       | 7      | 5     | 0      | 2     | 192:134       | + 58  | 2             | 22               |
| 03. | Chiefs      | 6      | 4     | 0      | 2     | 194:128       | + 66  | 3             | 19               |
| 04. | Hurricanes  | 6      | 4     | 0      | 2     | 168:135       | + 33  | 1             | 17               |
| 05. | Highlanders | 6      | 1     | 1      | 4     | 91:163        | − 72  | 1             | 7                |

### Südafrikanische Conference
|     | Team     | Spiele | Siege | Unent. | Ndlg. | Spiel- punkte | Diff. | Bonus- punkte | Tabellen- punkte |
| --- | -------- | ------ | ----- | ------ | ----- | ------------- | ----- | ------------- | ---------------- |
| 01. | Sharks   | 6      | 5     | 0      | 1     | 189:139       | + 50  | 0             | 20               |
| 02. | Stormers | 5      | 4     | 0      | 1     | 104:70        | + 34  | 1             | 17               |
| 03. | Jaguares | 7      | 3     | 1      | 3     | 169:135       | + 34  | 3             | 17               |
| 04. | Bulls    | 6      | 1     | 0      | 5     | 115:152       | − 37  | 2             | 6                |
| 05. | Lions    | 6      | 1     | 0      | 5     | 109:200       | − 91  | 1             | 5                |

Die Punkte werden wie folgt verteilt:
- 4 Punkte bei einem Sieg
- 2 Punkte bei einem Unentschieden
- 0 Punkte bei einer Niederlage (vor möglichen Bonuspunkten)
- 1 Bonuspunkt für mindestens drei Versuche mehr als der Gegner
- 1 Bonuspunkt bei einer Niederlage mit maximal sieben Punkten Unterschied

## Statistik

### Meiste erzielte Versuche
|    | Name             | Verein     | Versuche |
| -- | ---------------- | ---------- | -------- |
| 1. | Andrew Kellaway  | Rebels     | 7        |
| 2. | Richie Faingaʻa  | Brumbies   | 5        |
| 2. | Ben Lam          | Hurricanes | 5        |
| 2. | Solomone Kata    | Brumbies   | 5        |
| 2. | Tate McDermott   | Reds       | 5        |
| 2. | Makazole Mapimpi | Sharks     | 5        |
| 2. | Mark Telea       | Blues      | 5        |

### Meiste erzielte Punkte
|    | Name           | Verein     | Punkte |
| -- | -------------- | ---------- | ------ |
| 1. | Curwin Bosch   | Sharks     | 86     |
| 2. | Domingo Miotti | Jaguares   | 46     |
| 3. | Jordie Barrett | Hurricanes | 42     |
| 3. | Otere Black    | Blues      | 42     |
| 3. | Elton Jantjies | Lions      | 42     |